# Cassie Steele
Cassandra Rae Steele, née le 2 décembre 1989 à Toronto, est une actrice et chanteuse canadienne connue pour avoir joué le rôle de Manny Santos dans Degrassi : La Nouvelle Génération.

## Biographie
Elle est née le 2 décembre 1989 à Toronto d'un père anglais et d'une mère philippine.
Elle est la sœur d'Alex Steele, également actrice.

## Carrière
De 2001 à 2010, elle joue le rôle de Manny Santos dans Degrassi : La Nouvelle Génération. Par ailleurs, sa petite sœur joue Angela dans la même série.
Elle fait partie du groupe KaraMel. Son premier album, réalisé en 2005 se nomme How Much For Happy. Son deuxième, Destructo Doll sort en 2009. Ces albums ne reçoivent pas un grand succès, mais ont tout de même eu une assez bonne critique et sont disponibles sur Itunes.
Cassie apparaît dans quelques films tels que Ma baby-sitter est un vampire en 2011. Au début de 2012 Cassie sort trois nouveaux morceaux, « Shape Shifter », « I Want You » et « Try Baby » qui apparaît dans un nouvel album, Shifty. Elle joue dans la nouvelle série The L.A. Complex, une série télévisée canadienne, qui est diffusée depuis le 10 janvier 2012 sur MuchMusic au Canada et dès le 24 avril 2012 sur The CW Television Network aux États-Unis.
En 2023, elle s'associe à son meilleur ami Jase Blankfort pour former le duo Psychocandy. Ensemble, ils publient plusieurs titres dont le single "Monster" qui sort le 30 juin 2023.

## Albums
- How Much For Happy (2005)
- Destructo Doll (2009)
- Shifty (2012)

## Singles
- Blue Bird (2005)
- Famous (2005)
- Life is a show (2009)
- Mr.Colson (2009)

## Filmographie
- 2001-2010 : Degrassi : La Nouvelle Génération : Manuella "Manny" Santos (180 épisodes)
- 2003 : Full Court Miracle : Julie
- 2007 : Super Sweet 16: The Movie : Sophie
- 2007 : The Best Years : Lucy Ramirez-Montoya
- 2008 : Ma vie de star : Blu
- 2011 : Ma Baby-sitter est un vampire (TV) : Rochelle
- 2012 : The L.A. Complex : Abby Vargas
- 2014 : Un bébé en héritage (Sorority Surrogate) (TV) : Valerie Vont
- 2016 : Le Destin au bout du fil (TV) : Kelly